# Krzysztof Mejer

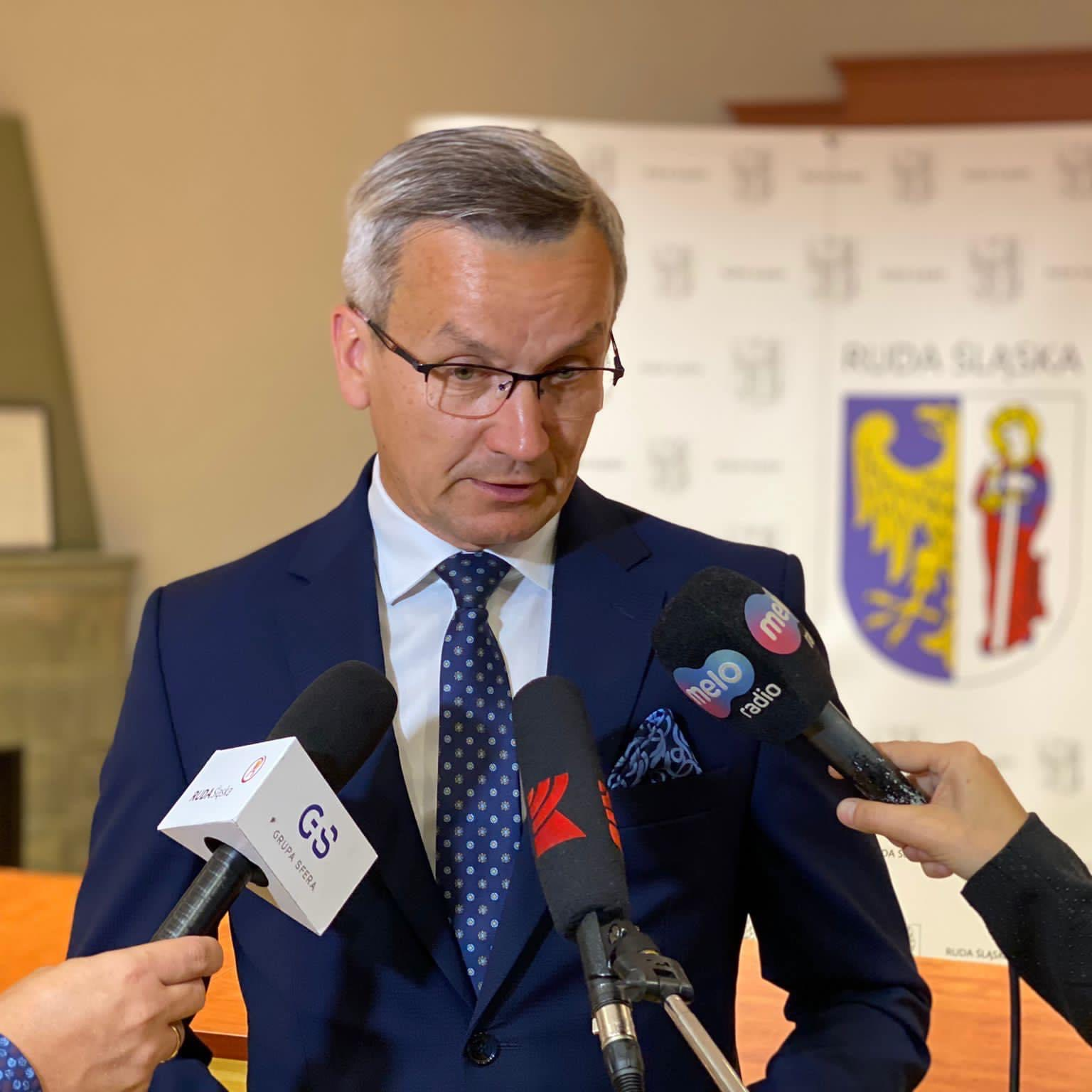
Krzysztof Mejer podczas konferencji prasowej jako wiceprezydent Rudy Śląskiej

Krzysztof Rafał Mejer (ur. 27 sierpnia 1969 w Sulęczynie) – polski samorządowiec, dziennikarz, rzecznik prasowy, specjalista ds. public relations, w latach 2015–2022 zastępca prezydenta miasta Ruda Śląska.

## Życiorys
Jest absolwentem Liceum Ogólnokształcącego im. Hieronima Derdowskiego w Kartuzach, a także historii na Uniwersytecie Opolskim. Karierę zawodową rozpoczął jako dziennikarz radiowy i główny reporter newsowy Radia Flash. Od 2001 roku był rzecznikiem prasowym dwóch wojewodów śląskich Lechosława Jarzębskiego z SLD i Tomasza Pietrzykowskiego z PiS. Sprawując to stanowisko został uznany za najlepszego rzecznika prasowego w województwie śląskim, a także wyróżniony przez Dziennik Zachodni statuetką miodu (nagroda za najlepsze kontakty z mediami). Prowadził działania informacyjne dotyczące katastrofy budowlanej na terenie Międzynarodowych Targów Katowickich w 2006 roku.
Po zakończeniu pracy w urzędzie wojewódzkim przez cztery lata (2006–2010) był producentem programu UWAGA! TVN. Kierowani przez niego reporterzy otrzymali m.in. nagrodę Grand Press w kategorii „news” za reportaż „Szwedzkie mięso” w 2009 roku. W latach 2011–2013 pełnił obowiązki rzecznika prasowego Górnośląskiego Związku Metropolitalnego w Katowicach, a od roku 2011 doradzał prezydent Rudy Śląskiej Grażynie Dziedzic. 1 czerwca 2015 został wiceprezydentem Rudy Śląskiej (jako bezpartyjny). Jego mandat wygasł z mocy prawa w czerwcu 2022 po śmierci prezydent Grażyny Dziedzic. Ogłosił start w przedterminowych wyborach prezydenta Rudy Śląskiej ze swojego komitetu jako kandydat bezpartyjny. W pierwszej turze uzyskał 26,85% głosów, zajmując drugie miejsce i awansując do II tury wyborów, w której zmierzył się z Michałem Pierończykiem. W ponownym głosowaniu przegrał, uzyskując ok. 27% głosów. W latach 2023 - 2024 był wiceprezesem Funduszu Górnośląskiego.
Należy do Ruchu Samorządowego TAK! Dla Polski, wszedł w skład rady regionalnej tego stowarzyszenia w województwie śląskim. Został członkiem zarządu stowarzyszenia „Media dla Integracji Europejskiej”.
W wyborach samorządowych w 2024 r. uzyskał mandat radnego Rady Miasta Ruda Śląska. Zrezygnował z niego po 3 miesiącach pełnienia tej funkcji.  

## Życie prywatne
Trenuje bieganie, jest maratończykiem i ultramaratończykiem. Członek KRS TKKF Jastrząb Ruda Śląska.